# 詹姆斯·布坎南
詹姆斯·布坎南（英語：James Buchanan，/bjuˈkænən/，1791年4月23日—1868年6月1日）是第15任美国总统，其任期內無法調和南北之間的衝突以致日後備受批評。

## 早年生涯
詹姆斯·布坎南於1791年4月23日出生於美國賓夕法尼亞州默瑟斯堡附近的科夫加普，父母親來自愛爾蘭，布坎南是家中的長子。
1807年，布坎南就讀於狄金森学院，攻讀法律。1810年又到兰开斯特跟隨詹姆斯·霍金斯學習法律。1812年，布坎南正式成為律師。
1814年，布坎南代表聯邦黨當選賓州眾議員，擔任議員期間曾大力批評麥迪遜總統、國會和聯邦銀行，使他得罪了許多人。
1819年，布坎南曾與安妮·柯爾曼訂婚，但因為女方父親反對和人們謠傳布坎南已有女友，這項婚約遂告吹。後來女方服藥過量而死亡，從此布坎南也終身未婚，成為美國歷史上唯一一位單身的總統。後世有人懷疑布坎南有同性戀的傾向使安妮悲憤而死。
1820年，布坎南當選聯邦眾議員。其後布坎南轉投民主黨，被傑克遜總統任命為駐俄公使，在任期間他積極拓展美俄關係。1833年布坎南辭去駐俄大使之職，回國競選聯邦參議員但落敗。1834年，布坎南被遞補為聯邦參議員，並擔任此職達十一年之久。詹姆斯·波爾克當選總統後，布坎南出任國務卿，期間德克薩斯共和國併入美國，墨西哥政府極為不滿，美墨戰爭遂爆發，以美國取得大勝收場。1848年，布坎南卸任國務卿。

## 总统任内
1856年，布坎南擊敗時任總統皮爾斯獲得民主黨提名，並在同年選舉當選為第十五任美國總統。
由於當時女性主義意識高漲，女性要求與男性享有同等受教育權利，故布坎南通過了一些保障男女平等的法案。1857年，由於一家人壽保險公司突然宣佈破產，觸發各地銀行的擠兌風潮，全國陷入經濟恐慌，但布坎南政府卻不採取任何行動，使其政府聲望受損。
盡管布坎南有嘗試為南北和平作出努力，但南北衝突在他任內被激化了。當1860年林肯通過選舉當選總統、而布坎南尚未卸任時，南卡羅來納州首先退出聯邦，隔一個月又有六個州退出。布坎南對這些州的脫離採取懷柔政策，但招致全體閣員反對而集體呈辭。當布坎南離開白宮時，民主黨已一分為二，由道格拉斯領導的北方民主黨支持維護聯邦統一，南方民主黨則脫離聯邦，並同允許奴隸制的十一個州份在布坎南卸任僅一個月即組成美利堅聯盟國發動叛亂而引發美國內戰。布坎南未能有效調解南北衝突使他聲名狼籍。
由于布坎南总统终身未婚，第一夫人由他的外甥女哈麗特·萊恩出任，即是由自己的亲人出任。类似的情况有南越开国总统吴廷琰（第一夫人陈丽春是他的弟媳）和朴正熙（原第一夫人陆英修被误杀后由女儿朴槿惠出任）。

## 卸任之後
美國內戰在布坎南退休後的兩個月內正式爆發，他支持聯邦，並跟以前的同事說，“對桑特堡的攻擊意味著邦聯各州開啟了戰爭，沒有其他方法了，我們只能積極去面對。”他還寫了一封信給他的賓夕法尼亞州民主黨人，敦促他們“加入已經在戰場上、成千上萬的勇敢和愛國志願者”。
但布坎南在剩餘的歲月被公眾指責他引發內戰，有些人甚至指控為“布坎南的戰爭”。他開始每天接受憤怒和恐嚇信，包括有幅布坎南的肖像眼睛被著墨紅色、脖子畫一個絞索和在他的額頭上寫著“叛徒”。參議院曾提出譴責議案（沒能通過）、有報紙指責他與南部邦聯勾結。他的前內閣成員有其中五名仍在林肯政府任職，但卻拒絕公開為布坎南辯護。
面對不斷的攻擊，布坎南終於開始捍衛自己，在1862年10月刊登自己和溫菲爾德·斯科特的換文在報紙《國家情報》上。他很快就開始寫出他最充分的公開辯護，在1866年用回憶錄形式發表《叛亂前夕的布坎南政府》一書。
布坎南1868年5月患感冒，由於年事已高病情很快惡化。他死於1868年6月1日，因呼吸衰竭在77歲時在惠特蘭的家中去世，被安葬在蘭開斯特伍德沃德山公墓。

## 其他資料
1999年，“有綫-衛星公共事務電視網”（CSPAN）對歷史學者進行調查，發現歷史學家們認為亞伯拉罕·林肯、乔治·华盛顿和富蘭克林·羅斯福是美國最出色的三位總統，贊許度遠超其他人；而威廉·亨利·哈里森、安德鲁·约翰逊、福蘭克林·皮爾斯和詹姆斯·布坎南是最失敗的總統。2000年，《華盛頓郵報》也做了一次調查，結果顯示受調查者認為只有華盛頓、林肯和富蘭克林·德拉諾·羅斯福這三位才能稱作“偉大”的總統，而安德鲁·约翰逊、福蘭克林·皮爾斯、沃倫·蓋瑪利爾·哈定和布坎南能稱作“失敗者”。
布坎南是唯一一位終身未婚的美國總統。
| 前任： 约翰·C·卡尔霍恩 | 美国国务卿 1845年－1849年 | 繼任： 约翰·M·克莱顿 |
| 前任： 福兰克林·皮尔斯 | 美国总统 1857年－1861年   | 繼任： 亚伯拉罕·林肯 |